# اوستاتوویتسا
اوستاتوویتسا (به صربی: Ostatovica) یک منطقهٔ مسکونی در صربستان است که در Opština Babušnica واقع شده‌است. اوستاتوویتسا ۸۳ نفر جمعیت دارد.